# Вуд, Майкл
Майкл Девид Вуд (англ. Michael David Wood) — британский историк, писатель и создатель популярных документальных телевизионных фильмов на исторические темы.

## Биография
Майкл Вуд родился в Мосс Сайд, Манчестер, Великобритания. С ранних лет увлекался историей, театром, иностранными языками. Изучал историю в Оксфордском университете. После окончания университета, поступил в аспирантуру Оксфордского университета для проведения исследований на тему «Англо-саксонская история». Во время написания диссертации работал журналистом в телевизионной компании ITV.
В 70-х годах он работал на телекомпанию BBC в Манчестере в качестве журналиста и помощника продюсера. В 1979-81 годах он участвовал в съёмках исторических телевизионных очерков «В поисках тёмных веков».
В течение короткого времени Майкл Вуд завоевал популярность зрителей телеканала благодаря своей эффектной внешности и способности увлекательно рассказывать об истории. Работы Вуда также хорошо известны в США, где они часто транслируются по телеканалу PBS и по кабельным каналам.
Майкл Вуд преподает в Университете Манчестера, участвует в нескольких научных исторических проектах.
Отмечен President's Medal (British Academy) (2015).
Женат, имеет двух дочерей.

## Телевизионные работы
- В поисках темных веков (1979-81)
- Великие железнодорожные путешествия («Zambezi Express», 1980)
- В поисках Троянской войны (1985)
- Ссудный день: В поисках истоков Англии (1986)
- Искусство западного мира (1989)
- Наследие: В поисках истоков цивилизации (1992)
- По стопам Александра Великого (1997)
- Конкистадоры (2000)
- В поисках Шекспира (2003)
- В поисках мифов и героев (2005)
- История Индии (2007)
- Кристина: Средневековая жизнь (2008)
- В поисках Беовульфа (2009) (a.k.a. Michael Wood on Beowulf)
- История Англии от Майкла Вуда (2010)
- История Великобритании: История народа (2012)
- Король Альфред и англо-саксы (2013)

## Документальные фильмы
- Даршан: индийское путешествие (1989)
- Рассказы путешественника: Священный путь (1991)
- Секретная история: Гитлер в поисках Священного Грааля (1999)
- Гильберт Уайт: Человек природы (2006)
- Кристина: Средневековая жизнь (2008)
- Величайшая битва Александра (2009)

## Публикации
- В поисках темных веков (BBC Books, 1981)[3]
- В поисках Троянской войны (1985)
- Ссудный день: В поисках истоков Англии (1988)
- Наследие: В поисках истоков цивилизации (1992)
- Улыбка Муругана: Путешествие в южную Индию (1995)
- По стопам Александра Великого (1997)
- В поисках Англии: Путешествие в историю Англии (1999)
- Конкистадоры (2000)
- В поисках Шекспира (2003)
- В поисках мифов и героев (2005)
- Индия: эпическое путешествие через субконтинент (2007)
- История Англии (2010)